# Lauren Reed
Lauren Reed er en fiktiv karakter i tv-serien Alias. Hun medvirkede på fast basis hele tredje sæson (2003-2004).

## Biografi

### Sæson 3
I de to år Sydney Bristow var borte – formodet død – gifter Lauren sig med Michael Vaughn. Hun infiltrerede CIA og bedrog Vaughn, Sydney og co. under dække af sin ansættelse hos sikkerhedsagenturet NSC, mens hun i virkeligheden var en del af The Covenant.
Hun indgår i et samarbejde med den letpåvirkelige Julian Sark, der da tingene synes at skride ud på et skråplan, overtaler Lauren til at myrde sin egen far. Alt dét, for at få sympati hos Vaughn der angiveligt skulle være på trapperne med en skilsmisse, der eventuelt ville kompromitere Laurens mission i en CIA-inderkreds.